# موزالا ساموکونگا
موزالا ساموکونگا (انگلیسی: Muzala Samukonga؛ زادهٔ ۹ دسامبر ۲۰۰۲) دونده اهل زامبیا است.